# 利波斯泰
利波斯泰（法語：Liposthey，法語發音：[lipɔstɛ]）是法国朗德省的一个市镇，位于该省北部，属于蒙德马桑区和上朗德中心市镇公共社区，其市镇面积为23.97平方公里，2022年1月1日时人口数量为591人。
利斯波泰是上朗德中心市镇公共社区的组成部分，A63高速公路经过此地并设有出入口。

## 行政
利斯波泰的邮政编码为40410，INSEE市镇编码为40156。

## 地理

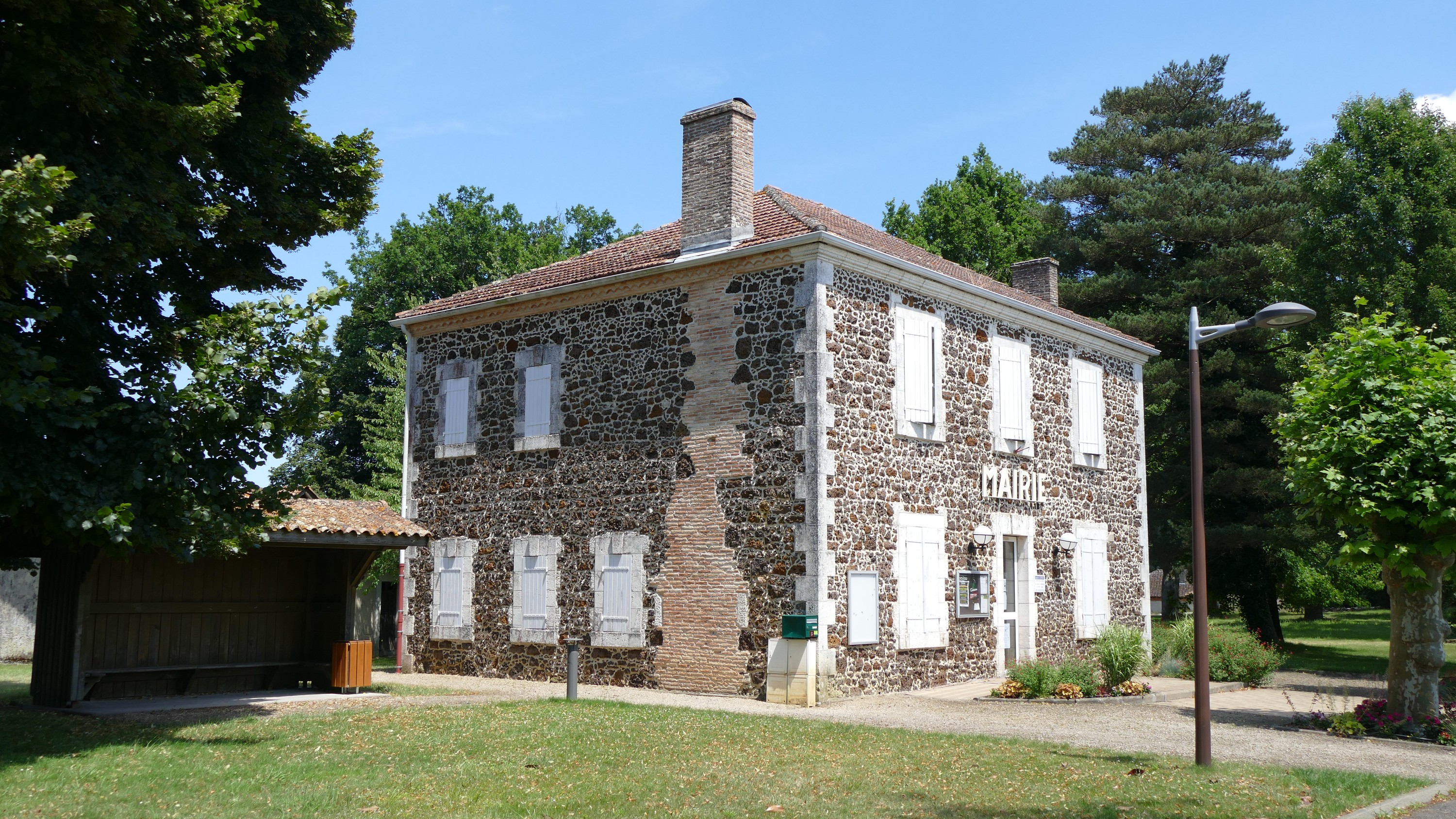
利斯波泰市政厅

利斯波泰（44°19'1"N, 0°52'47"W）位于法国西南部，新阿基坦大区西南部和朗德省北部。
与利斯波泰接壤的市镇包括：拉布埃尔、皮索斯、索尼亚克和米雷、伊舒克斯、吕村。
利斯波泰境内地势平坦，海拔在61至73米之间。
按照柯本气候分类法，利斯波泰属于较为典型的温带海洋性气候，全年温差较小，降水分布均匀。

## 历史
利斯波泰历史上长期为一个普通村落，法国大革命后划为皮索斯的一部分，1860年独立成为市镇。

## 交通
法国国家A63号高速公路经过境内并设有17号出入口，朗德省省道D10E线和D43线经过利斯波泰境内。

## 人口
| 年份   | 1936 | 1946 | 1954 | 1962 | 1968 | 1975 | 1982 | 1990 | 1999 | 2006 | 2007 | 2012 | 2017 | 2018 |
| ------ | ---- | ---- | ---- | ---- | ---- | ---- | ---- | ---- | ---- | ---- | ---- | ---- | ---- | ---- |
| 人口數 | 177  | 278  | 215  | 173  | 163  | 206  | 251  | 302  | 323  | 387  | 396  | 481  | 534  | 544  |

## 文化

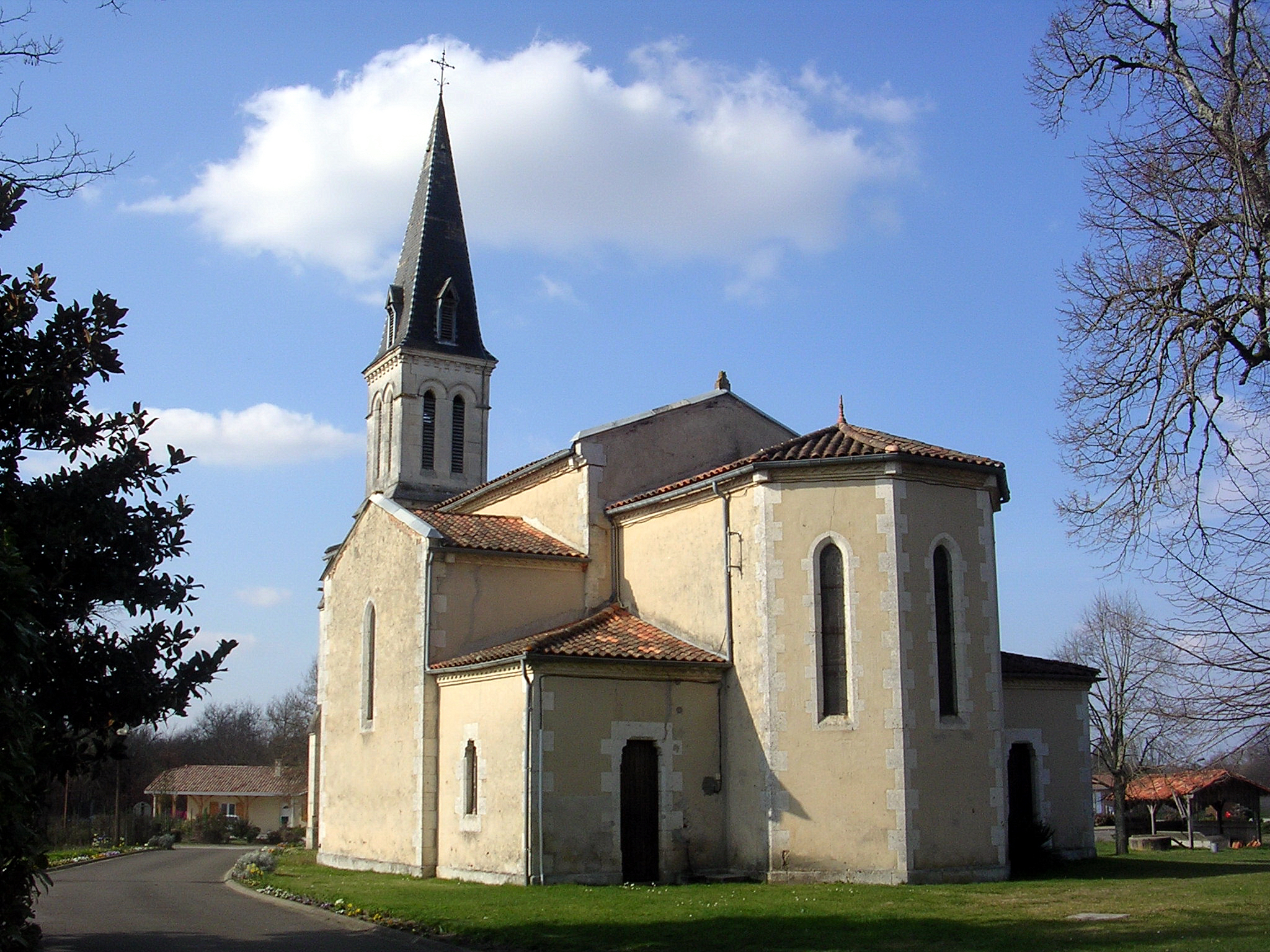
圣伯多禄教堂

利波斯泰圣伯多禄教堂（Église Saint-Pierre de Liposthey）是当地的地标性建筑。